# Келлський синод
Келлський синод, Келлсько-Мелліфонтський синод або собор (англ. Synod of Kells) — собор ірландського духівництва, що проходив у 1152 році. Він став завершальним у серії синодів, що відбулися в рамках реформи церкви Ірландії кінця XI–XII століть, яка була викликана як внутрішньою необхідністю організаційного вдосконалення, так і поширенням ідей григоріанської реформи. Засідання собору почались на початку березня і були розділені на дві сесії, що пройшли одна за одною у Келлському і Мелліфонтському абатствах. Головував на келлському синоді легат кардинал Іоанн Папаро.

## Причини та підготовка до собору
З самого початку свого існування церква в Ірландії мала специфічну організаційну структуру, при якій єпископські центри-civitas були тісно пов'язані з монастирськими civitas, а єпископські кафедри і посади абатів часто займала одна і та ж особа. Місцеві церкви одночасно інтегрувались у місцеву кланову структуру ірландського суспільства, впливові церковні посади ставали надбанням цілих династій, що вели своє походження від королівських родів. Наприкінці XI століття в Ірландії почав набирати рух за реформи, який підщтовхувався як англійськими та континентальними впливами, особливо григоріанською реформою, так і внутрішніми причинами: усвідомленням необхідності чіткого встановлення єпархіальної системи на чолі з примасом, вирішення питання інтеграції тих єпископських престолів, що утворились внаслідок появи поселень норманів на узбережжі. Проявом цього руху стало проведення двох великих реформаторських соборів ірландського духівництва у Кашелі (1101) і Рет-Бресайлі (1111). На цих синодах в загальних рисах була окреслена дієцезіальна структура й утворені дві церковні провінції, на чолі з митрополитами — Арми та Туама, території яких обіймали північ і південь острова відповідно. Для затвердження рішень останнього з синодів, у Ретбресайлі, і отримання двох палліїв для митрополитів до Риму у 1139–1140 роках був відісланий святий Малахія. Папа Іннокентій II прийняв Малахію достатньо люб'язно, але у курії були незадоволені тим, що залишились неврегульованими питання, які стосувались юрисдикційної приналежності округи Дубліна і, поряд з ними, інші проблеми. Це змусило Малахію повернутись до Ірландії, щоби знайти вихід, який би задовольняв Рим та острівне духовенство.
Про діяльність святого по його поверненні відомо мало. В основному вона стосувалася організації реформи в його діоцезі та заснування монастирів нових чернечих орденів, особливо цистерціанців. Серед новозаснованних було і Мелліфонтське абатство, що зіграло значну роль у майбутньому синоді. Так чи інакше, компроміс був знайдений, бо вже у 1148 році Малахія знову відправився до папи. Та по дорозі, у Клерво, він помер на руках свого друга святого Бернарда Клервоського того ж року. Попри смерть голови ірландської місії папа Євгеній III, цистерціанець, відправив у 1150 до Ірландії з чотирма палліями кардинала Іоанна Папаро і щойно ним висвяченого на єпископа Лісморського Ґіллакріста Уа Коннайрха, O.Cist, який став першим папським постійним легатом на острові. Але діставшись Англії кардинал був вимушений повернути назад, через конфлікт, який стався у нього з королем Стефаном Блуазьким — король відмовився надати кардиналові гарантії безпеки. Природа цього конфлікту достеменно невідома, через достатньо скупі повідомлення хроністів-сучасників. Але, серед дослідників існує думка, що причиною стала небезпека прерогативам кентерберійського престолу, яку побачили англійці у визнанні папою рішень ірландських єпископів. Ірландські клірики та королі навздогін відправили делегацію з проханням повернути місію назад і влітку 1151 року кардинал Іоанн знову відправився до Ірландії, скориставшись тепер уже охоронною грамотою шотландського короля Давида I. Папські посланці пристали до узбережжя острова приблизно у жовтні того ж року.

## Проведення собору
Про діяльність місії Папаро між прибуттям на острів та синодом практично нічого невідомо. Аннали чотирьох магістрів лише повідомляють про те, що кардинал пробув тиждень у домі архієпископа Арми Ґілли Мак-Ліака. Можливо, у цей час папські легати займались виявленням позиції місцевого духовенства і впливових світських володарів щодо майбутнього собору. Повідомлення про синод і його рішення дойшли до нас лаконічними повідомленнями у хроніках, інших документів, що стосувались би його діянь практично не збереглось. Найзначнішим є уривок з Клоненаської книги, який подає у своїй Історії Ірландії Джеффрі Кітінг. Саме на відомостях цього уривку базується припущення, що собор розпочав свою роботу у Келлському абатстві — бо саме воно згадується, як місце відкриття засідань — а наступна сесія з приблизно 6 березня й до закриття на Вербну неділю 23 березня у Мелліфонтському.
Згідно з Анналами чотирьох магістрів на синоді були присутніми три тисячі («ttribh mílibh») церковнослужителів. Кітінгів уривок уточнює, що серед них було двадцять два єпископи та п'ять єпископів-електів («electos»). Також, перераховуючи імена присутніх єпископів Кітінг називає двох генеральних вікаріїв (ірл. biocáire geneáralta), але через сумнівність терміну з точки зору деяких дослідників їх вважають за припустиме відносити до єпископів-ординаріїв, двоє з яких не були згадані в історії Ірландії поіменно.
| Єпископи           |                            |                                                 | |
|                    | Ім'я                       | Престол                                         | Примітки                                                                                            |
| 1                  | Ґіллакріст Уа Коннайрх     | єпископ Лісморський                             | постійний легат папи в Ірландії                                                                     |
| 2                  | Ґілла Мак-Ліак             | архієпископ Арми, наступник Патрика             | примас всієї Ірландії                                                                               |
| 3                  | Домналл Уа Лоннґарґайн     | архієпископ Мунстера (Кашела)                   | один з двох єпископів, чий престол був піднесений до рангу митрополії                               |
| 4                  | Ґрейне                     | єпископ Ат-Кліата (Дубліна)                     | один з двох єпископів, чий престол був піднесений до рангу митрополії, гіберно-данського походження |
| 5                  | Ґілла на Наемлайґнех       | єпископ Ґлендалоха                              | |
| 6                  | Тостій                     | єпископ Порт-Лайрґе (Вотерфорда)                | гіберно-данського походження                                                                        |
| 7                  | Фіонн мак Кіанайн          | єпископ Кілдара                                 | |
| 8                  | Ґіллаеда Уа Майґін         | єпископ Корка                                   | |
| 9                  | Макронайн                  | єпископ Кіаррайґа (Ардферта)                    | |
| 10                 | Торґестій                  | єпископи Лімерика                               | гіберно-данського походження                                                                        |
| 11                 | Муірхертах Уа Маелідір     | єпископ Клонмакнойса                            | |
| 12                 | Маелісу Уа Коннахтайн      | єпископ Східного Коннахта (Елфіна)              | |
| 13                 | Маелруанайд Уа Руадайн     | єпископ Ліґне (Ахонрі)                          | |
| 14                 | Макрайт Уа Морайн          | єпископ Конмайкне (Арда)                        | |
| 15                 | Етру Уа Міадахайн          | єпископ Клонарда (Міта)                         | |
| 16                 | Туатал Уа Коннахтайґ       | єпископ І-Брііна (Кілмора)                      | |
| 17                 | Міредах Уа Кобтайґ         | єпископ Кенел-нЕоґайн (Деррі)                   | |
| 18                 | Маелпатрайк Уа Банайн      | єпископ Дал-нАрайдне (Коннора)                  | |
| 19                 | Маелісу макін Хлейріґхірр  | єпископ Улайда (Дауна)                          | |
| 20                 | Дунґал Уа Каеллайде        | єпископ Лейґліна                                | |
| Генеральні вікарії |                            |                                                 | |
| 1                  | Домналл Уа Фоґартайґ       | генеральний вікарій єпископа Осрайґе (Кілкенні) | |
| 2                  | Ґіллаінхоймдед Уа хАрдмайл | генеральний вікарій єпископа Емлі               | |

Кітінг не згадує архієпископа Туама серед присутніх ординаріїв. Разом з тим, папські посланці привезли чотирьох палліїв, з яких один призначався саме туамському митрополитові. На час проведення синоду місцевий ординарій Міредах Уа Дубтайх вже був мертвий, тому цілком можливо, що замість нього, у ранзі електа, був присутній, згадуваний в анналах наступним, Ед Уа хОйссін, що отримав одночасно паллія і єпископське свячення одночасно, на Вербній неділі.
Найвизначніші рішення Келлського синоду, про які сьогодні можна судити, стосувались основ організації церкви в Ірландії, остаточного розділення острова на чотири церковні провінції та підтвердження рішень синоду Рет-Бресайлі. Він приєднав до загальноірландських структур церкви норманського узбережжя, роль і місце яких викликали до того багато суперечок і незаодоволення, як серед ірландських кліриків, так і серед гіберно-норманської еліти. Кафедра Дубліна, центру гіберно-нарманських поселень, стала центром окремої провінції, архієпископством, одночасно визнавши разом із всіма іншими острівними дієцезіями першість архієпископа Арми. Поряд з цим, для вдосконалення дієцезіальної структури, були започатковані й інші реформи: саме від Келлського синоду бере свій початок практика об'єднання менших дієцезій із більшими після смерті їхніх єпископів, яка продовжувалася пізніше. Її наслідком, як і наслідком започаткування жорсткішого контролю зі сторони кліриків-не ченців над церковним майном, стало укрупнення єпархій і одночасне занепадіння багатьох давніх монастирсько-дієцезіальних центрів, що вже не могли витримати майнового тягаря. Підтвердження ж примату армаської кафедри, яке також відбулося на соборі, мало підкреслити єдність всієї ірландської церкви навколо давнього центру культу святого Патрика. Загалом, попри бідність джерел про зміни у територіальній організації ірландських єпархій можна судити завдяки знайденому у Медичній школі Монпельє манускрипті (MS 92), який містить список дієцезій. Особливо, при порівнянні зі списками єпархій переформатованих під час інших соборів.
| Дієцезіальна структура в Ірландії після Келлського синоду                                    |                                | |                    |                                                       |                                                                                  |                   |
| Архієпископ-митрополит Арми                                                                  |                                | |                    |                                                       |                                                                                  |                   |
| 1. Арда 2. Клонард 3. Коннор 4. Кілмор 5. Даун 6. Дулік 7. Келлс 8. Лаут 9. Магера 10. Рафое | Єпархії, що перестали існувати | Архієпископ Кашела                                                                                                  | Архієпископ Кашела | Архієпископ Дубліна                                   | Архієпископ Туама                                                                | Архієпископ Туама |
| 1. Арда 2. Клонард 3. Коннор 4. Кілмор 5. Даун 6. Дулік 7. Келлс 8. Лаут 9. Магера 10. Рафое | Ардстро                        | 1. Ардферт 2. Клойн 3. Корк 4. Емлі 5. Кілфенора 6. Кіллалое 7. Лімерик 8. Лісмор 9. Роскреа 10. Росс 11. Вотерфорд | Ратасс             | 1. Фернс 2. Ґлендалоу 3. Кілдар 4. Кілкенні 5. Лейлін | 1. Ахонрі 2. Клонферт 3. Кіллала 4. Кілмакдуаг 5. Майо 6. Роскоммон 7. Аннагдаун | Ардкам            |

Про інші зміни організаційної структури, наприклади чи саме з цього синоду почалось розгортання сітки парафій у традиційному для інших частин церкви значенні, судити важко.
Поряд з такими важливими територіальними реформами джерела називають також рішення, які стосувались загалом життя і поведінки кліриків. Аннали чотирьох магістрів повідомляють, що отці собору приділили значну увагу боротьбі зі звичаями серед ірландського духовенства утримувати співмешканок, брати платню за відправлення обрядів і таїнств, непорядно розпоряджатись церковним майном. В соборних правилах вони намагались протистоят традиції утримання церковних посад могутніми святськими особами, передачі єпископських кафедр від батька до сина. Це були проблеми характерні на тих чи інших етапах для всієї церкви і тепер церква в Ірландії мала їх вирішувати у себе. Але боротьба з вищеназваними явищами йшла повільно і продовжувалась протягом значної частини середньовічного періоду.

## Наслідки
З точки зору багатьох дослідників Келлський синод був найважливішим серед всіх реформаторських соборів XII століття в Ірландії. Фактично саме на ньому склалась та структура ірландської церкви, яка за винятком окремих деталей проіснувала протягом усього середньовіччя. Навіть після початку англо-нормандського завоювання Ірландії у кінці того ж століття, політика нової влади у церковних питаннях йшла у фарватері соборних рішень 1152. Це стосувалось і практики об'єднання єпархій, і розмежування світської та церковної юрисдикцій, створення системи дієцезільного управління, у якій провідну роль мали грати регулярні клірики соборних капітул. Більше того, саме продовження необхідності реформи стало одним з мотивів надання Генрихові II папського дозволу на підкорення острова. Саме англійська модель була одним з найважливіших зразків для ірландських реформаторів. Разом з тим, саме щодо рішень, які вважаються найголовнішими, важко судити уповні, у тому сенсі, чи насправді Келлський синод був завршенням оформлення дієцезільної структури. Те що масштабні реформи насправді тільки почались з цього часу може бути підстверджене постійними згадками про проведення провінційних синодів, присвячених боротьбі зі світськими впливами старого зразка на церкву, або утворенню сітки парафій та деканатів, або переформатуванню кордонів єпархій вже далеко після самого синоду. Та собор у Келлсі залишався авторитетом на який спирались приймаючи подібні рішення.
Проведення собору зіграло важливу роль в аспекті підкреслення єдності між острівною церквою і Римом. Саме цей собор, завдяки попередній праці святого Малахії, участі у ньому папського легата-кардинала та фактичній імплементації григоріанських ідей став визначальною віхою в подоланні звичної для ірландського релігійного життя ізоляції. До Ірландії були запрошені чернечі ордени, чия організація відрізнялась від існуючої на той час на острові організації монастирів. Під впливом сусідів та нового бачення церкви почалося будівництво храмів у новому для Ірландії змішаному гіберно-романському стилі, який став символом проникнення закордонного у життя ірландської церкви.
Крім визначення місця церкви Ірландії серед інших європейських церков синод став визначальним також, як подія, що заклала фундамент для усвідомлення єдності всіх ірландських дієцезій. Цьому слугувало підкреслення першості престолу наступника святого Патрика, архієпископа Арми. І цьому також слугувало віднайдення чіткого місця у новій структурі для Дубліна і близьких до нього кафедр. Водночас, приєдненання Дубліна, як архієпискпоства невід'ємного від інших ірландських дієцезій стало поштовхом для майбутнього його піднесення і суперництвом з Армою за місце загальноірландського церковного центру.

### Первинні джерела
- Annals of The Kingdom of Ireland by the Four Masters, from the earliest period to the year 1616, vol. I. O'Donovan, John (ed. & trans.) (1856). Hodges, Smith, and Co., Dublin (ірл.) (англ.)
- Annals of Clonmacnoise from the Creation to A.D. 1408. Murphy, Denis, S.J, Rev. (ed.) (1896). Royal Society of Antiquaries of Ireland, Dublin University Press (англ.)

### Вторинні джерела
- Keating, Geoffrey (1908). Foras Feasa ar Éirinn: the history of Ireland, vol: III. D.Comyn and P.S.Dineen (eds.). Irish Texts Society (ірл.) (англ.)
- Watt, J.A. (1970). The Church and The Two Nations in Mediaval Ireland (Cambridge Studies in Medieval Life and Thought: third series, Vol. 3). Ullmann, Walter (ed.). Cambridge University Press ISBN 052161919X (англ.)
- A., Gwynn (1992). The Irish Church in the Eleventh and Twelfth Centuries. O’ Brien, Gerard (Ed.). Four Courts Press, Dublin. ISBN 1851820957 (англ.)
- A., Gwynn (1968). The Twelfth-Century Reform (A History of Irish Catholicism II). Corish, Patrick J. (Ed.). Gill and Son, Dublin & Sydney. (англ.)
- Holland, Martin (2005). Kells, Synod of. In: Medieval Ireland: An Encyclopedia. Duffy, Seán (ed.). Routledge, New York and London ISBN 0-415-9405-24 (англ.)
- Flanagan, Marie Therese (2005). Irish royal charters: texts and contexts. Oxford University Press ISBN 0199267073 (англ.)